# Nitruro di boro
Il nitruro di boro, (formula chimica BN) è un composto binario, formato da boro e azoto nelle stesse proporzioni. Il nitruro di boro è isoelettronico rispetto alle forme elementari del carbonio e ci sono isomorfismi tra le due specie. Il nitruro di boro possiede tre forme polimorfiche; una analoga al diamante, una analoga alla grafite e vari tipi analoghi ai fullereni. La forma allotropica di nitruro di boro, simile al diamante, nota come borazone, è uno dei materiali più duri che si conoscano, con una durezza 9,5-10 sulla scala di Mohs.

## Polimorfismi
Il nitruro di boro può essere usato per formare cristalli estremamente duri, secondi solo al diamante, e la somiglianza della sua struttura con il diamante lo rende utile ad altri scopi. Come il diamante, il nitruro di boro si comporta come un isolante elettrico, tuttavia è un ottimo conduttore di calore.
Come il carbone, il nitruro di boro polimorfo ha struttura e lucentezza simili alla grafite. Questa forma di nitruro di boro è composta da strati di fogli esagonali fusi, come la grafite. Questi fogli, a differenza della grafite, sono in registro: gli strati sono cioè direttamente uno sopra l'altro e un osservatore che guardasse dall'alto in basso vedrebbe solo quello superiore. I legami polari B-N interferiscono con lo spostamento di elettroni quindi questa forma di nitruro di boro non è un conduttore elettrico (a differenza della grafite che è un semimetallo che conduce elettricità in una rete di pi bonds nel piano dei suoi fogli esagonali).
I nanotubi del nitruro di boro possono essere costruiti come quelli del carbonio.

### Nitruro di boro cubico
Il diamante – come l'allotrope del nitruro di boro, conosciuto come nitruro di boro cubico, c-BN, β-BN, o z-BN (dopo le strutture cristalline blenda di zinco) – è molto usato come abrasivo nell'industria. La sua utilità è dovuta all'insolubilità in ferro, nichel e relative leghe ad alte temperature (a differenza del diamante). Come il diamante, ha buona conduttività termica, a causa del fonone; questa è una differenza rispetto ai metalli, in cui i mediatori sono elettroni. A contatto con l'ossigeno ad alte temperature, il BN forma uno strato di passività di ossido di boro.
Sono conosciuti molti prodotti commerciali, come il Borazon (dalla General Electric Corporation), e l'Elbor o Cubonite (da fornitori russi).
Una modifica del cristallo del nitruro di boro è il w-BN, che supera la fase esagonale della struttura wurtzite. Si forma ad alte temperature.
Il c-BN policristallino (PcBN) è impiegato in vesti protettive. È superiore al diamante in applicazioni che richiedono alte temperature in ambiente ossidante e contatto con ferro o leghe. Gli abrasivi c-BN sono anche usati per lavorare l'acciaio, mentre il diamante è preferito per leghe di alluminio, ceramiche e pietra.
Il nitruro di boro si abbina bene con i metalli, a causa della formazione di interstrati metallici nei borati o nitruri. Materiali con cristalli di boro nitruro cubico sono spesso usati nelle punte degli strumenti da taglio. Possono essere usati anche leganti ceramici.
Per applicazioni abrasive e per applicazioni leggere sono usati materiali meno resistenti, per esempio resine, ceramiche porose e n resistenti.
Il nitruro di boro cubico sintetico può essere usato come isolante come accumulatore di calore (radiatore).
Il nitruro di boro cubico si ottiene trattando il nitruro esagonale ad alta pressione e temperatura, come per il diamante sintetico dalla grafite. La conversione diretta di nitruro cubico a esagonale avviene a 18 GPa a temperature tra i 1730 e i 3230 °C, l'aggiunta di piccole quantità di ossido di boro può abbassare la pressione necessaria a 4-7 GPa e la temperatura a 1500 °C. Nell'industria, la conversione è ottenuta usando cristalli; i materiali catalizzatori cambiano a seconda del processo industriale, es. litio, potassio, o magnesio, i loro nitruri, i loro fluoruri, acqua con strutture di ammonio, o idrazina. Altri metodi industriali usano cristalli che vengono fatti crescere in gradienti di temperatura, oppure in gradienti esplosivi (onda di pressione o shock wave). Il metodo "shock wave" è usato per produrre materiali chiamati eterodiamanti, un composto superduro di boro, carbone e azoto.
Il deposito a basse pressioni di piccoli strati di nitruro di boro cubico è possibile, ma è un'eccezione. Per etching selettivo del depositato della fase esagonale durante la deposizione chimica da vapore (CVD), si usa il trifluoruro di boro (confronta l'uso dell'idrogeno atomico per etching selettivo di grafite durante il deposito di strati di diamante). Sono usati anche la deposizione per fascio ionico (IBD), la deposizione chimica da vapore potenziata dal plasma, Deposizione ablativa laser, deposizione da polverizzazione catodica, o altro metodo di deposizione fisica da vapore.
Il band gap del BN cubico è 6,2 eV, simile a quello del diamante. Come il diamante, il nitruro di boro cubico può essere sintetizzato proprietà di materiale semiconduttore. Il berillio può essere usato come semiconduttore di tipo-p dopante, zolfo o silicio producono un semiconduttore di tipo-p. I diodi risultanti possono essere utilizzati fino a 600 °C e il led di nitruro di boro può operare nella zona dell'ultravioletto.

### Boro nitruro esagonale
L'allotropo simile alla grafite, conosciuto come boro nitruro esagonale, h-BN, α-BN o g-BN (BN grafitico), e chiamato grafite bianca, è utile come lubrificante, a basse o alte temperature (fino a 900 °C in atmosfera ossidante) e in situazioni in cui la conduttività elettrica o la reattività chimica della grafite può essere problematica. Quando il meccanismo lubrificante non contiene molecole d'acqua nei suoi strati, i lubrificanti al nitruro di boro possono essere utilizzati anche nel vuoto, per esempio nello spazio.
A causa della forte elettronegatività degli atomi di azoto, gli elettroni che nella forma della grafite sono un sistema disordinato sono concentrati attorno agli stessi atomi di azoto, portati fuori dalla banda conduttiva, quindi senza avere un ruolo nella conduzione elettrica, né assorbendo luce visibile.
L'h-BN (nitruro di boro esagonale) può essere usato in ceramiche, leghe, resine, plastiche, gomme ed altri materiali, fornendo le sue caratteristiche lubrificanti. Tali materiali sono utilizzabili per scopi quali i cuscinetti a sfera, a cilindri o altri tipi di meccanismi che agevolano lo scorrimento. Plastiche addizionate di BN servono per diminuire l'espansione termica, aumentare la conduttività termica, aumentare l'isolamento elettrico, e negli organi meccanici in movimento a contatto permettono una usura ridotta delle superfici a contatto.
Il boro nitruro esagonale è stabile fino a 1000 °C in aria, 1400 °C nel vuoto e 2800 °C in gas inerti. È uno dei migliori conduttori termici fra gli isolanti elettrici. È chimicamente inerte e non viene bagnato da materiali fusi (es. alluminio, rame, zinco, ferro e acciaio, germanio, silicio, boro, criolite, vetro e sali di alogeni).
Pezzi costruiti in h-BN possono essere ottenuti con pressione a caldo mediante macinazione successiva; a causa della durezza meccanica simile alla grafite, il costo di lavorazione rimane basso. Le parti sono ottenute da polvere di nitruro di boro, usando ossido di boro come agente sintetizzatore.
L'aggiunta di nitruro di boro alle ceramiche di nitruro di silicio assicura la resistenza a shock termico del materiale risultante. Allo stesso scopo, il BN viene aggiunto anche al nitruro di silicio-alluminio e al nitruro di titanio-allumina. Altri materiali che vengono rinforzati con BN sono alluminio e zirconio, vetro borosilicato, vetroceramica, smalto e ceramiche composite a base di boruro di titanio-nitruro di boro e boruro di titanio-nitruro di alluminio-nitruro di boro e carburo di silicio-nitruro di boro.
Grazie alle sue eccellenti proprietà dielettriche e isolanti, il BN è usato in elettronica, ad esempio come substrato dei semiconduttori, nelle finestre trasparenti alle microonde, nel materiale strutturale per le guarnizioni, negli elettrodi e come catalizzatore nelle pile a combustibile e nelle batterie.
Grani fini di h-BN sono usati in cosmetica, nella produzione di vernici, cementi per protesi dentarie, punte di matita, ecc.
Il nitruro di boro esagonale è prodotto mediante nitridazione o ammonolisi del triossido didiboro. Sottili pellicole di nitruro di boro possono essere ottenute anche mediante chemical vapor deposition dal tricloruro di boro e da precursori dell'azoto. La produzione industriale è basata su due reazioni: acido borico sciolto in ammoniaca, e acido borico o borati alcalini con urea, guanidina, melamina, o con altri appropriati composti organici dell'azoto nell'azoto atmosferico. La combustione di polvere di boro nel plasma di azoto a 5500 °C è sfruttata per la produzione di nitruro di boro ultrafine usato nei lubrificanti e nei toner.

#### Fibre di Nitruro di boro
Il BN esagonale può essere preparato anche in forma di fibre, strutturalmente simili alle fibre di carbonio, chiamate a volte white carbon fibers. I due metodi principali di preparazione sono la sintesi per decomposizione termica di fibre estruse di borazina con aggiunta di ossido di boro in azoto a 1800 °C, e decomposizione termica di fibre di cellulosa impregnate con acido borico o tetraborato di ammonio in una mistura di ammoniaca e azoto sopra i 1000 °C.
Le fibre di nitrato di boro sono usate come rinforzo nei materiali compositi, con la matrice dei materiali che varia da resine organiche a ceramica e metalli.

### Nitruro di boro amorfo
Strati di nitruro di boro amorfo(a-BN) sono usati in alcuni dispositivi semiconduttori, come il MOSFET. Possono essere preparati per decomposizione chimica di tricloroborazina con cesio, o con metodi termici come la deposizione chimica da vapore (CVD). La CVD può anche essere usata per deporre strati di h-BN, o ad alte temperature, c-BN.

### Nitruro di boro romboedrico
Il nitruro di boro romboedrico è simile a quello esagonale. Si forma durante la transizione conformazionale che avviene nel passaggio da BN cubico alla forma esagonale.

### Altri allotropi
Gli allotropi simili al fullerene del boro nitruro possono essere sintetizzati e assomigliano a quelli del carbonio. La recente scoperta dei nanotubi di boro sono un'importante evoluzione dovuta al loro comportamento elettronico omogeneo. Vale a dire che tubi di differente chiralità sono tutti materiali semiconduttori con approssimativamente la stessa band gap.